# Port San Carlos
Port San Carlos liegt  nördlich von San Carlos in der Bucht San Carlos Water auf Ostfalkland.
Der Ort war unter dem Codenamen "Green Beach" Teil der Operation Sutton während des Falklandkrieges. Port San Carlos wird nach dem früheren Besitzer Keith Cameron auch als "KC" bezeichnet.

## Nachweise
1. ↑  United Kingdom Hydrographic Office (Hrsg.): Plans in Falkland Sound.  [Karte], Maßstab 1:25,000 (= Admiralty Chart). 2009, 2582 (englisch).
2. ↑  Falkland Islands Acronyms. Archiviert vom Original am 19. Juni 2006; abgerufen am 20. August 2010 (englisch).  Info: Der Archivlink wurde automatisch eingesetzt und noch nicht geprüft. Bitte prüfe Original- und Archivlink gemäß Anleitung und entferne dann diesen Hinweis.